# Лапатиніб
Лапатиніб (англ. Lapatinib, лат. Lapatinibum) — синтетичний лікарський препарат, який належить до групи інгібіторів тирозинкінази, що застосовується перорально. Лапатиніб розроблений у лабораторії компанії «GlaxoSmithKline», яка виробляє його під торговельними марками «Тайкерб» і «Тайверб».

## Фармакологічні властивості
Лапатиніб — синтетичний лікарський засіб, який належить до групи інгібіторів протеїнтирозинкінази. Механізм дії препарату полягає в інгібуванні ферменту тирозинкінази рецептора епідермального фактора росту людини та ERBB2. Це призводить до пригнічення фосфорилювання рецепторів епідермального фактору росту, наслідком чого є порушення процесів мітозу та проліферації клітин. Оскільки мітотична активність є більшою в пухлинних клітин, то лапатиніб переважно блокує ріст та проліферацію пухлинних клітин, а також метастазування пухлини. Біологічною мішенню лапатинібу є білки EGFR та HER2/neu, а від інших інгібіторів тирозинкінази лапатиніб відрізняється більш повільною дисоціацією з рецепторами. Лапатиніб застосовується в комбінації з іншими препаратами, зокрема капецитабіном, паклітакселом, летрозолом, цисплатином, оксаліплатином та 5-фторурацилом, для лікування розповсюдженого або метастатичного раку молочної залози із підвищеною експресією HER2. Згідно результатів клінічних досліджень, лапатиніб мав більшу ефективність при застосуванні його у хворих метастатичним раком молочної залози в порівнянні з трастузумабом, а клінічне дослідження порівняння ефективності самостійного застосування капецитабіну із комбінацією капецитабіну з лапатинібом достроково зупинено через явну перевагу другого варіанту. Лапатиніб вважається в цілому малотоксичним препаратом, і при його застосуванні кількість побічних ефектів є незначною.

### Фармакокінетика
Лапатиніб відносно повільно всмоктується після перорального застосування, всмоктування та біодоступність препарату сильно варіюють, за різними оцінками біодоступність лапатинібу коливається від 50 до 100 % та залежить від прийому їжі (метаболізм препарату пришвидшується при вживанні під час їжі, особливо разом із жирною їжею). Максимальна концентрація препарату в крові досягається протягом 4 годин після прийому препарату. Лапатиніб майже повністю (на 99 %) зв'язується з білками плазми крові. Препарат проходить через плацентарний бар'єр, даних за виділення в грудне молоко людини немає. Лапатиніб метаболізується у печінці з утворенням переважно неактивних метаболітів. Виводиться препарат переважно із калом, частково із сечею у вигляді як метаболітів, так і в незміненому вигляді. Період напіввиведення лапатинібу на початку застосування препарату становить 14 годин, при тривалому прийомі цей час зростає до 24 годин, цей час може змінюватися у хворих із значним порушенням функції печінки.

## Покази до застосування
Лапатиніб застосовують для лікування розповсюдженого або метастатичного раку молочної залози із підвищеною експресією HER2.

## Побічна дія
При застосуванні лапатинібу побічні ефекти спостерігаються нечасто. Найчастішими побічними явищами при застосуванні препарату є діарея, загальна слабкість, головний біль, шкірний висип, найсерйознішим побічним ефектоми було зниження фракції викиду лівого шлуночка. Іншими побічними ефектами при застосуванні препарату були нудота, блювання, зниження апетиту, підвищення рівня білірубіну та збільшення активності ферментів печінки, інтерстиційні захворювання легень або пневмоніт, сухість шкіри. При комбінованому застосуванні лапатинібу з капецитабіном можуть спостерігатися також стоматит, запор, біль у животі, долонно-підошовний синдром, запалення слизових оболонок травної системи, біль у спині або кінцівках, безсоння.

## Протипокази
Лапатиніб протипоказаний при підвищеній чутливості до препарату, при вагітності та годуванні грудьми. З обережністю препарат застосовується особам віком до 18 років, при значних порушеннях функції печінки, та при високій імовірності розвитку гострої лівошлуночкової недостатності.

## Форми випуску
Лапатиніб випускається у вигляді таблеток по 0,25 г.